# سیارک ۱۸۰۹۰
سیارک ۱۸۰۹۰ (به انگلیسی: 18090 Kevinkuo، نامگذاری:2000JA56) هجده هزار و نودمین سیارک کشف شده‌است که در ۶ مه ۲۰۰۰ کشف شد.
قدر مطلق سیارک برابر ۱۷.۰ است.